# Nacelle de ravitaillement de nouvelle génération

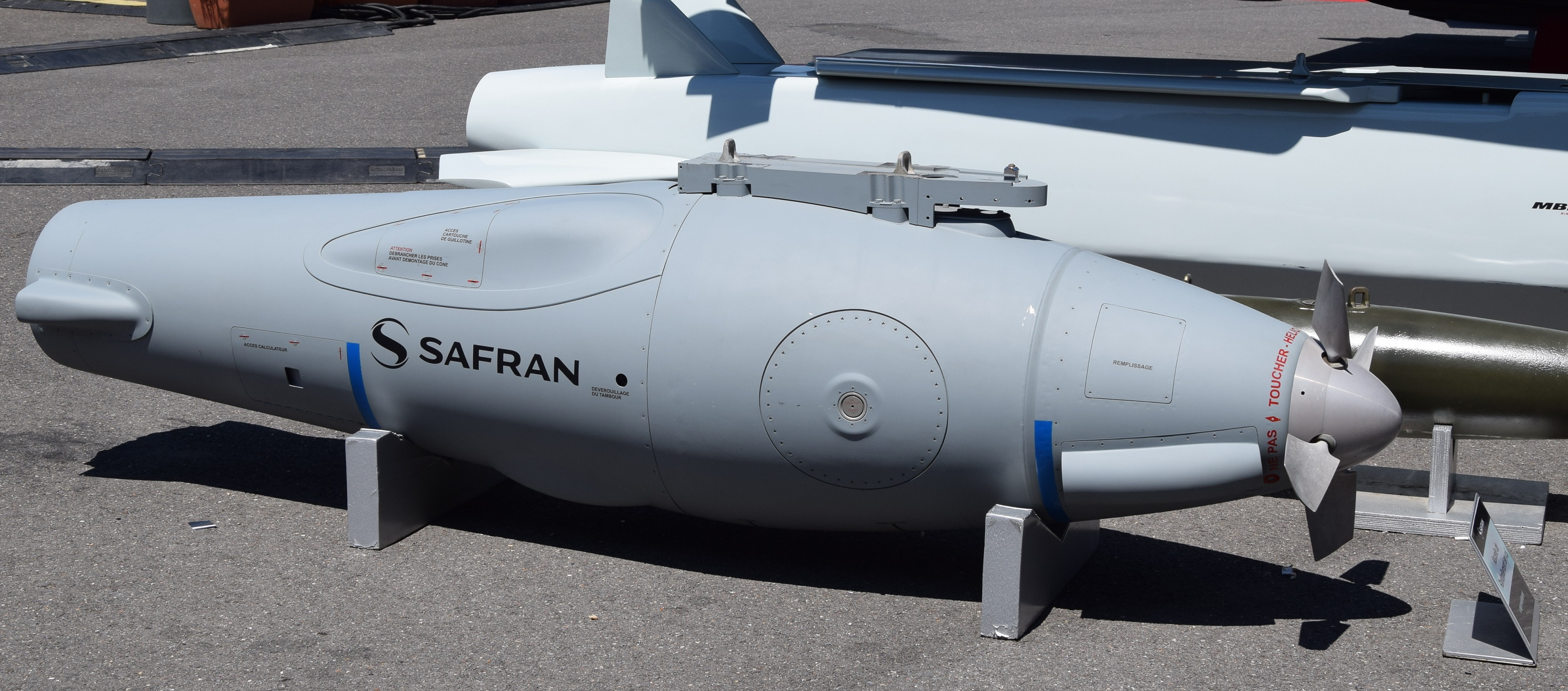
Nacelle présentée en 2019.

La Nacelle de ravitaillement nouvelle génération (NARANG) est un équipement aéronautique militaire, fabriquée en France par le groupe Safran.

## Conception

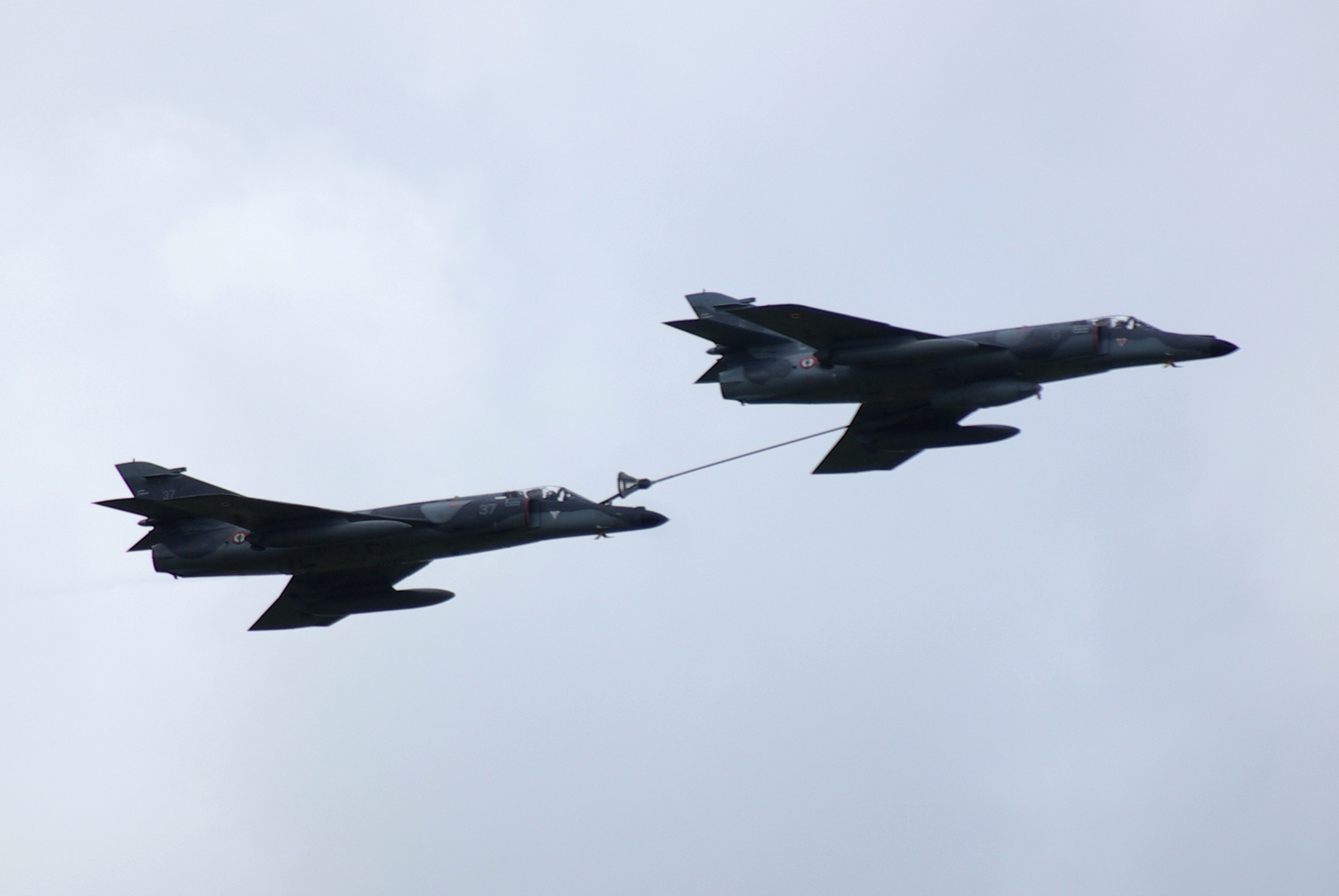
Ravitaillement "nounou" entre Dassault Super-Étendard.

NARANG est une nacelle de ravitaillement utilisée en configuration dite "nounou" (ou "buddy-buddy") donc permettant le ravitaillement direct entre deux avions de combat.
Elle est dérivée de la nacelle version Zodiac Intertechnique IN234000, initialement développée par Zodiac Fuel & Inerting Systems (absorbé par Safran en février 2018). La nouvelle génération apporte principalement par rapport à la version précédente un débit de transfert plus élevé (passant de 530 L/min à environ 1 000 L/min), permettant de réduire la durée de cette phase critique. L’intégration d'un calculateur plus performant permet également d'optimiser le transfert de kérosène, de faire de la maintenance prédictive et d'améliorer la disponibilité.
La nouvelle nacelle permet également des appontages plus performants, la vitesse verticale autorisée est maintenant de 6 m/s contre 5 m/s pour la génération précédente.
En France, elle est exploitée uniquement sur les Rafale M de Force maritime de l'aéronautique navale française.
En novembre 2024, un rafale équipé d'une nacelle NARANG a pu ravitailler en vol un avion A400M Atlas via sa perche avant (pour tester la compatibilité avec les futurs E-2D Advanced Hawkeye)

## Caractéristiques
La nacelle est intégrée comme nouvelle capacité dans le standard F3R du Rafale.
Les caractéristiques physiques sont :
- Longueur : 2,8 m
- Largeur : 0,66 m
- Hauteur : 0,73 m
- Masse en phase de ravitaillement : 410 kg
- Vitesse d’emport : 600 nœuds (mach 0,95)

## Production
La Direction Générale de l'Armement (DGA) a notifié à la société Zodiac Aerotechnics, (qui a intégré le groupe Safran), une commande initiale de 12 exemplaires complétée le 7 février 2019 par une commande de 4 unités supplémentaires.
La Première Capacité Opérationnelle (PCO) de NARANG a été prononcée par la Marine nationale le 18 janvier 2021 à la suite d'une campagne d'essais en vol.
La première nacelle a été livrée le 31 octobre 2019
Des modèles destinés à l'exportation sont également en production pour le marché égyptien.